# Artefakt (Archäologie)

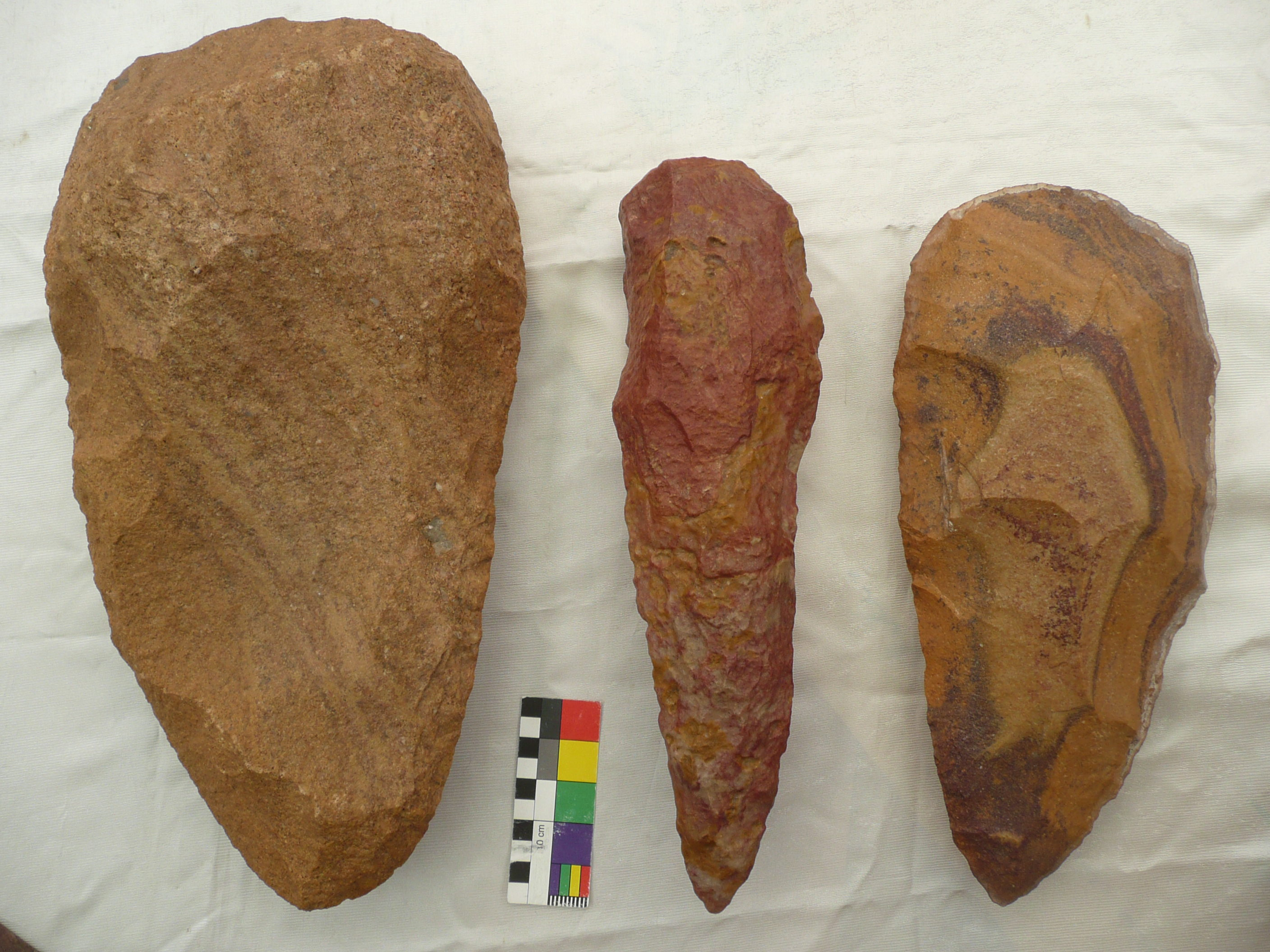
Faustkeile aus Libyen und Algerien

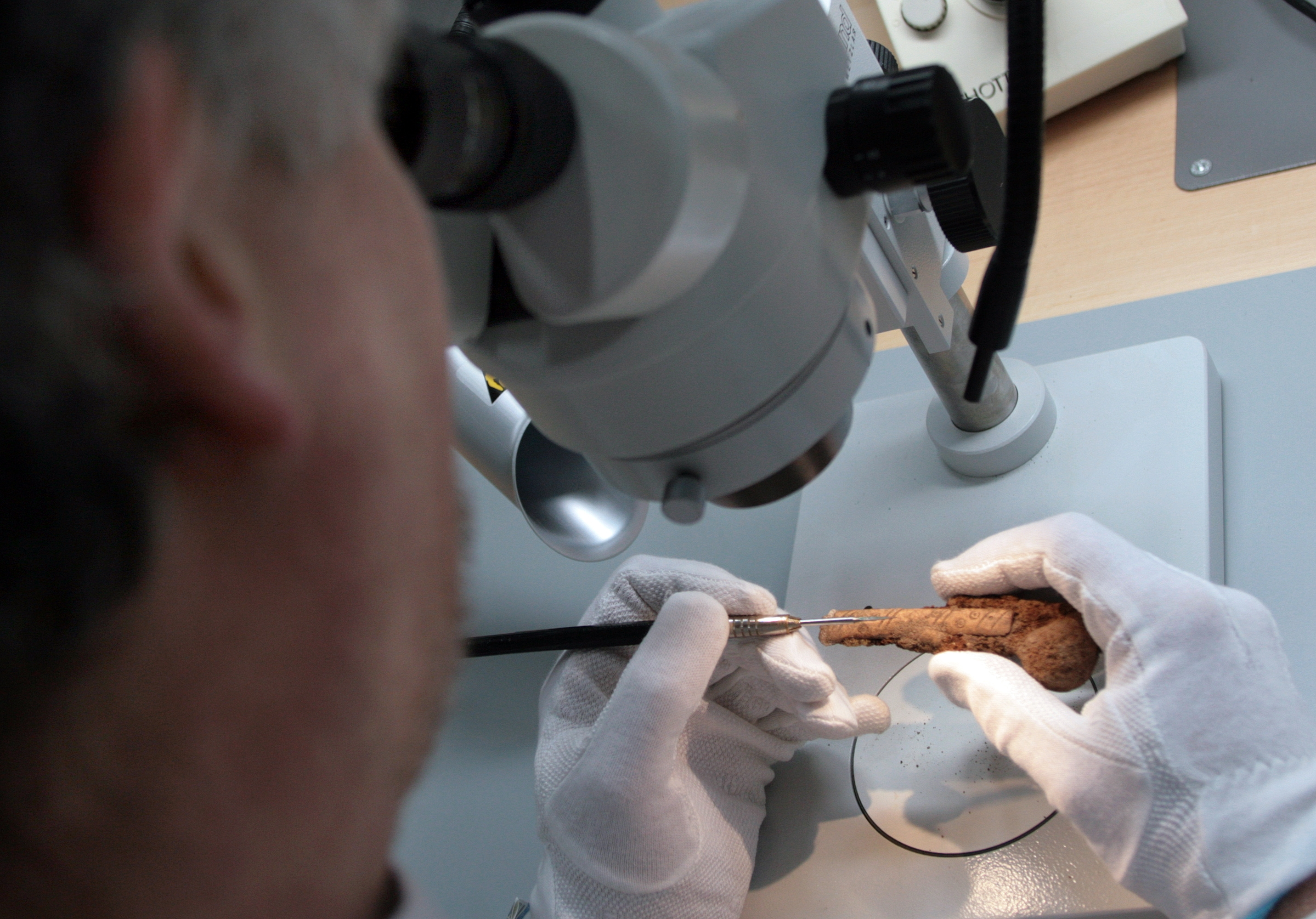
Untersuchung eines ergrabenen Artefakts, hier der verzierte Knochengriff eines Messers im Niedersächsischen Landesamt für Denkmalpflege

Artefakt (aus lateinisch ars (ursprünglich) „Bearbeitung“ und făcĕre „machen, herstellen“) bezeichnet in der Archäologie und der Anthropologie einen von Menschen hergestellten Gegenstand. In der Regel sind es handliche Objekte aus Holz, Knochen, Stein oder ähnlichen formbaren Materialien, die während einer archäologischen Unternehmung, beispielsweise einer Ausgrabung oder einem Survey, entdeckt oder oberflächig gefunden worden sind. Kleinere Artefakte, die ohne Weiteres transportierbar und portabel sind, werden oft auch als „Kleinfunde“ bezeichnet. Beispiele für solche Artefakte sind Faustkeile, Keramik, Münzen, Schmuck, Werkzeuge und Waffen.
Artefakte stehen in Abgrenzung zu Hinterlassenschaften menschlichen Wirkens, die als feste Installationen geschaffen wurden, also Bauwerke (Straßen, Befestigungen, Siedlungen und Ähnliches) und Befunde (Gruben, Pfostengruben usw.). Kulturhistorische Aussagen anhand von Artefakten können vor allem gemacht werden, wenn diese aus einem gesicherten stratigraphischen Fundkontext stammen und mit anderen Artefakten vergesellschaftet sind.
Auf den US-amerikanischen Anthropologen Lewis Binford geht die Unterscheidung zwischen Artefakten, Geofakten und Biofakten zurück. Biofakte sind zwar ebenfalls von großem archäologischem Interesse, sie sind aber nicht rein anthropogen, sondern natürlichen Ursprungs, zum Beispiel Reste von Pflanzen (Samen, Pollen usw.) oder Tieren (Knochen, Zähne usw.). Ein Biofakt kann potenziell lebendig sein (beispielsweise Pilzsporen, die man wieder zum Auskeimen bringen kann). Teilweise sind Biofakte allerdings unter menschlicher Einwirkung entstanden (domestizierte Tiere, verkohlte Pflanzenreste).